# Olga Kizilova
Olga Kizilova (russe : Ольга Кизилова), née le 20 novembre 1958, est une actrice soviétique active dans les années 1970.

## Biographie
Olga Kizilova est la fille de Larissa Tarkovskaïa, la seconde épouse du réalisateur Andreï Tarkovski.

## Filmographie
- 1972 : Solaris d'Andreï Tarkovski
- 1975 : Le Miroir d'Andreï Tarkovski : la jeune fille rousse